# Моравские хорваты

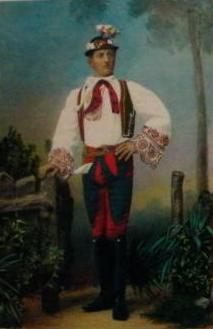
Хорватский народный мужской костюм

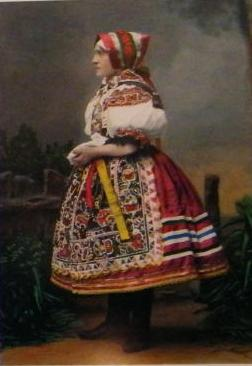
Хорватский народный женский костюм

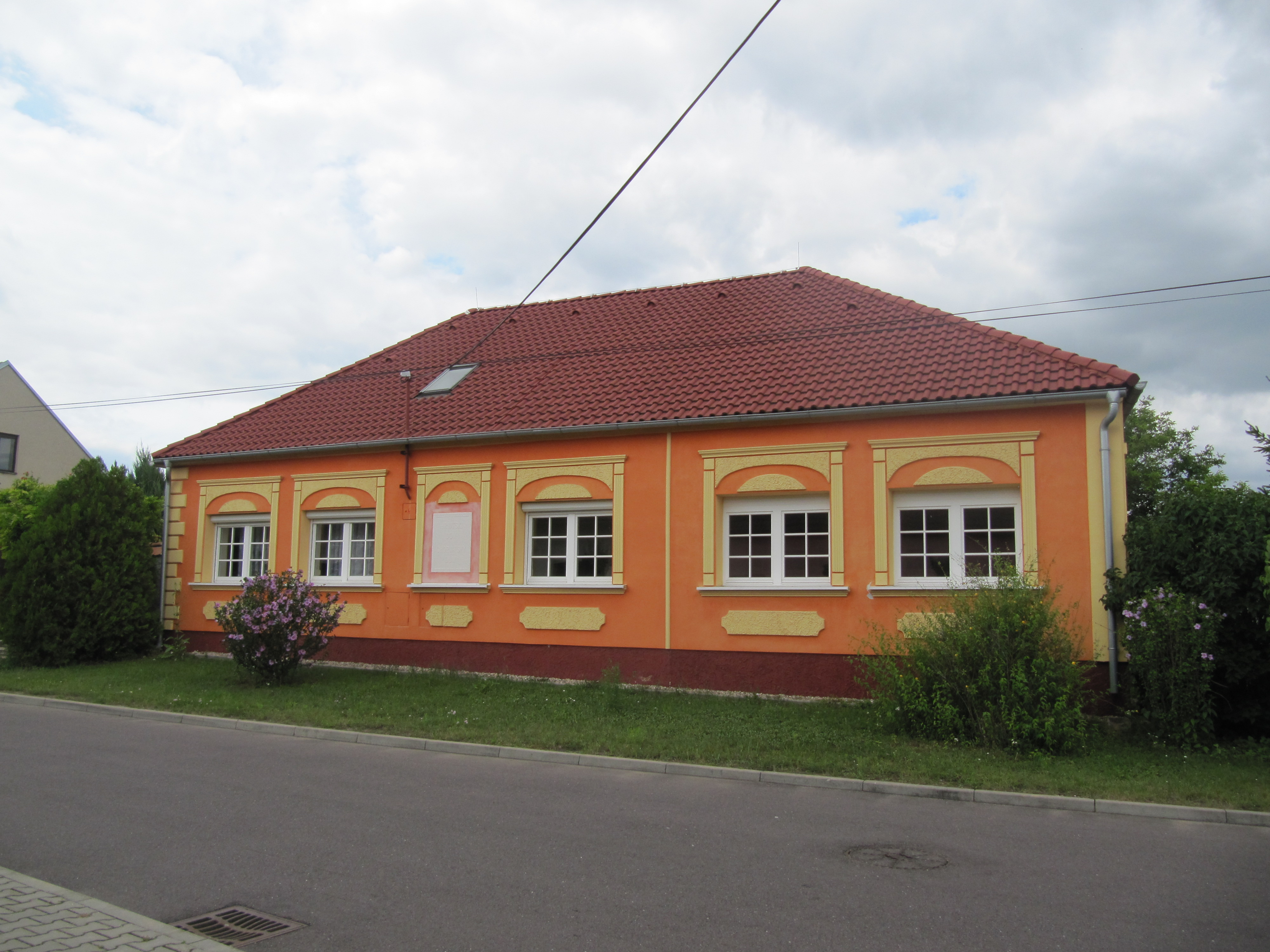
Хорватский дом в Евишовке

Моравские хорваты — этническая группа хорватов, которые в XVI—XVII веках, спасаясь от наседавших турок-османов, переселились в южную Моравию (а также в Австрию, Венгрию и Словакию — особенно, в Братиславу). В 1580 — 1584 гг. хорваты поселились возле Микулова. В моравских актах XVI века фигурируют хорватские фамилии Климкович (Klimkovič), Слинский (Slinský), Юрдич (Jurdič), Кошулич (Košulič), Ивичич (Ivičič), Завиячич (Zavijačič). Согласно исследованиям академика Адольфа Турека (Adolf Turek), в большинстве своём, это были выходцы из Банской Краины (Banska Krajina).

Большой урон моравским хорватским сёлам нанесла эпидемия холеры 1859—1860 гг. Погибла большая часть старожилов села Хорватская Нова-Весь, расположенного на границе Моравии с Австрией. В результате войн, эпидемий и ассимиляции, к концу XIX века сохранилось только три этнически-хорватских поселения близ Микулова (Никольсбурга): Нови-Пршеров, Добре-Поле и Хорватский Фрайльхоф. Наряду с родным языком (а подчас в замену родного языка), моравские хорваты говорили на немецком и чешском. Однако, в трёх вышеназванных сёлах, по свидетельству историка А. Л. Липовского, 
Моравские хорваты сохранили и свой язык, и нравы, и свои удалые хорватские песни.
 В 1895 году священниками Алойзом Малецем (Alois Malec) и Францем Венхудом (Franjo Venhud) издан был молитвенник на моравско-хорватском диалекте «Molitve i pjesme pro ljud hrvatski v Moravi».

В 1918 г. Моравия вошла в состав Чехословакии. По Чехословацкой переписи населения 1921 года, в Нови-Пршерове, Добре-Поле и Евишовке суммарно проживало 1682 человека. Во времена межвоенной Чехословацкой Республики господствовала идея, согласно которой чехи и словаки представляли собой единый чехословацкий народ. 
Большой ущерб отношениям чешского и словацкого народов нанесла антинаучная концепция так называемого чехословакизма, провозглашавшая фальшивую теорию о каком-то чехословацком народе и чехословацком языке.
 — констатировал д-р Ян Квасничка. На этом фоне неблагополучным было и положение этнических меньшинств — мораван, немцев, венгров, хорватов. Пражские власти проводили жёсткую централизаторскую и ассимиляторскую политику. Хорватский Фрайльхоф был переименован в Евишовку. Правда, в 1934 году Чехословацкое государство сделало благожелательный жест, разрешив построить мемориал в честь 350-й годовщины прибытия хорватов в Моравию. И — в то же время — моравским хорватам было отказано в национальной школе: в местных школах могли преподавать только на чешском языке. А книги и газеты на хорватском языке не разрешалось не то, что издавать, но даже импортировать. В результате, на выборах 1935 года малочисленные в ЧСР хорваты скооперировались в борьбе за свои права с влиятельной Судето-немецкой партией.
После Мюнхенского соглашения 1938 года окрестности Микулова, как и вся Южная Моравия, отошли к III Рейху. Чешскую ассимиляционную политику вскоре сменила немецкая. Моравские хорваты получили германское гражданство — и в 1941 году их стали мобилизовывать в Вермахт… В 1945 году хорватские сёла вернулись в состав Моравии и Чехословакии. И после выборов 1946 года Чехословацкая народная партия приняла решение о депортации моравских хорватов — несмотря на то, что именно этой партии большинство хорватов отдало свои голоса. Депортация проводилась в два этапа: 1946—1947 гг. и 1948—1950 гг. (коммунистический этап). Некоторые моравские хорваты предпочли тогда эмигрировать в австрийский Бургенланд (Градищан), где доныне имеется крепкая хорватская диаспора.

Коммунисты, пришедшие к власти в феврале 1948 года, провели второй этап депортации. 11 июня 1948 года Моравский Земский Национальный комитет издал указ о высылке хорватского населения из южной и центральной Моравии (с конфискацией имущества). В хорватские сёла были направлены военные контингенты. Более 2,5 тысяч хорватов были погружены в вагоны для скота и перевезены на север Моравии. 
Я тогда тоже ехала в тех вагонах, всего их было 16. Всю дорогу мы лежали на ящиках и ничего не видели, поскольку окна были заколочены. То есть это были вагоны, в каких перевозят скот, нас везли в полной темноте.
 — вспоминает моравская хорватка Анна Йежкова, ребёнком насильственно перевезённая в деревню Гузова в Северной Моравии. Хорватов расселяли небольшими группами в сотне населённых пунктов Моравии и Чехии — с тем, чтоб подрастающее поколение скорей забыло родной язык. Коммунисты рассудили, что нацменьшинство, рассеянное на незнакомой территории, вынуждено будет полностью раствориться среди чехоязычного большинства. Примечательно, что, как правило, хорватов заселяли в дома ранее выселенных из страны (или ликвидированных) судетских немцев. 
Главной причиной изгнания хорватов стала месть коммунистов за выборы, проигранные ими в 1946 году в регионе, заселённом хорватами. Они получили здесь лишь 15% голосов, а за Народную партию здесь проголосовало почти 70% населения. Такой результат выборов был очень неожиданным на приграничной территории и расценивался коммунистами как большая провокация, поскольку тогда они почти везде по стране набирали по 90% голосов. Хорватов переселили в 108 деревень. Причём, коммунисты придерживались правила, что на одно место не могло быть переселено больше трёх семей. Цели властей были понятны: они хотели, чтобы хорватское меньшинство со временем полностью ассимилировалось и исчезло.
 — утверждает хорватский активист Йозеф Губеный.
Как утверждает официальная чешская историография, в 1954 году государство признало незаконность своего решения и сделало возможным возвращение хорватов в их родные поселения. Даже после 1989 года Чехия прикладывала усилия для того, чтобы исправить старые обиды и защитить оставшихся моравских хорватов от вымирания.
На сегодняшний день численность моравских хорватов не превышает 2000 человек.